# Geografia del Camerun

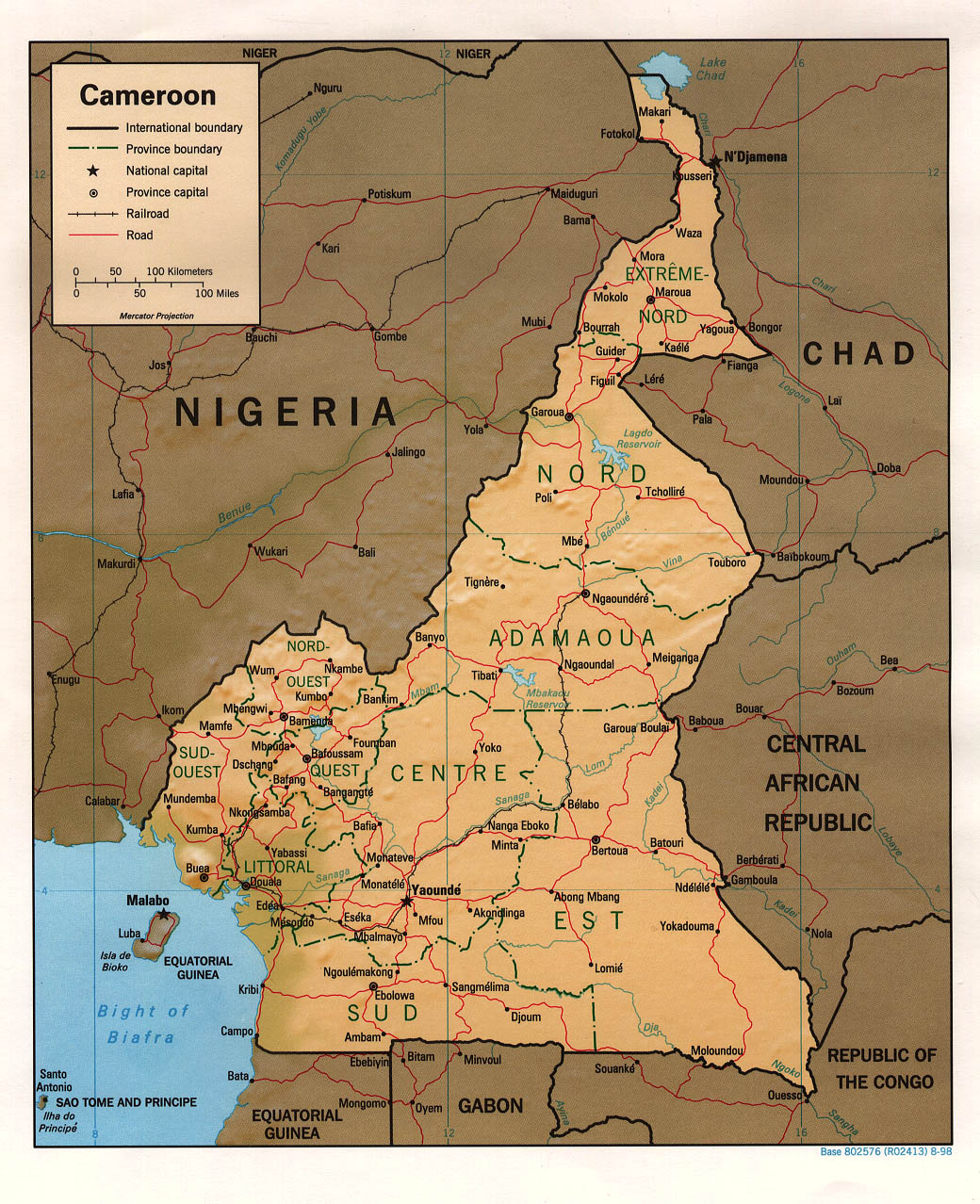
Mappa del Camerun.

Il Camerun è uno stato situato nella parte settentrionale dell'Africa centrale.
Il paese, che ha una superficie pari a 475.440 km² (come paragone, l'Italia ha una superficie di circa 301.000 km²) si affaccia sul golfo di Biafra, un golfo minore del più ampio golfo di Guinea (Oceano Atlantico). Confina a nord-est con il Ciad (1.094 km), a est con la Repubblica Centrafricana (797 km), a sud con la Repubblica del Congo (523 km), con il Gabon (298 km) e la Guinea Equatoriale (189 km), a nord-ovest confina con la Nigeria (1.690 km); a sud-ovest si affaccia sull'Oceano Atlantico con una linea di costa di 402 chilometri.
Il Camerun si estende per la maggior parte su un vasto altopiano tabulare, che occupa pressoché tutta la sezione centrale e meridionale; un'importante catena montuosa (Adamaoua) si allunga in senso ovest-est nella sezione centrale del Paese, a nord della quale il territorio digrada lentamente verso il bacino endoreico del lago Ciad. La fascia costiera è invece costituita da una uniforme pianura alluvionale, nella cui parte settentrionale spicca il grande massiccio vulcanico isolato del monte Camerun, che con più di 4.000 metri di altezza costituisce una delle cime più alte dell'intero continente africano.
Il Camerun si trova in una zona di transizione fra le regioni saheliane e quelle equatoriali, come è evidenziato dalle variazioni climatiche che si osservano nel territorio: si passa infatti da climi tropicali semiaridi nel nord a climi equatoriali, sempre umidi durante tutto l'anno, nel sud. Come risultato, il manto vegetale naturale è rappresentato prevalentemente dalla savana, più o meno arborata in dipendenza della maggiore o minore umidità; nelle zone più umide (le regioni sudoccidentali) compare una rigogliosa foresta pluviale equatoriale.

## Territorio

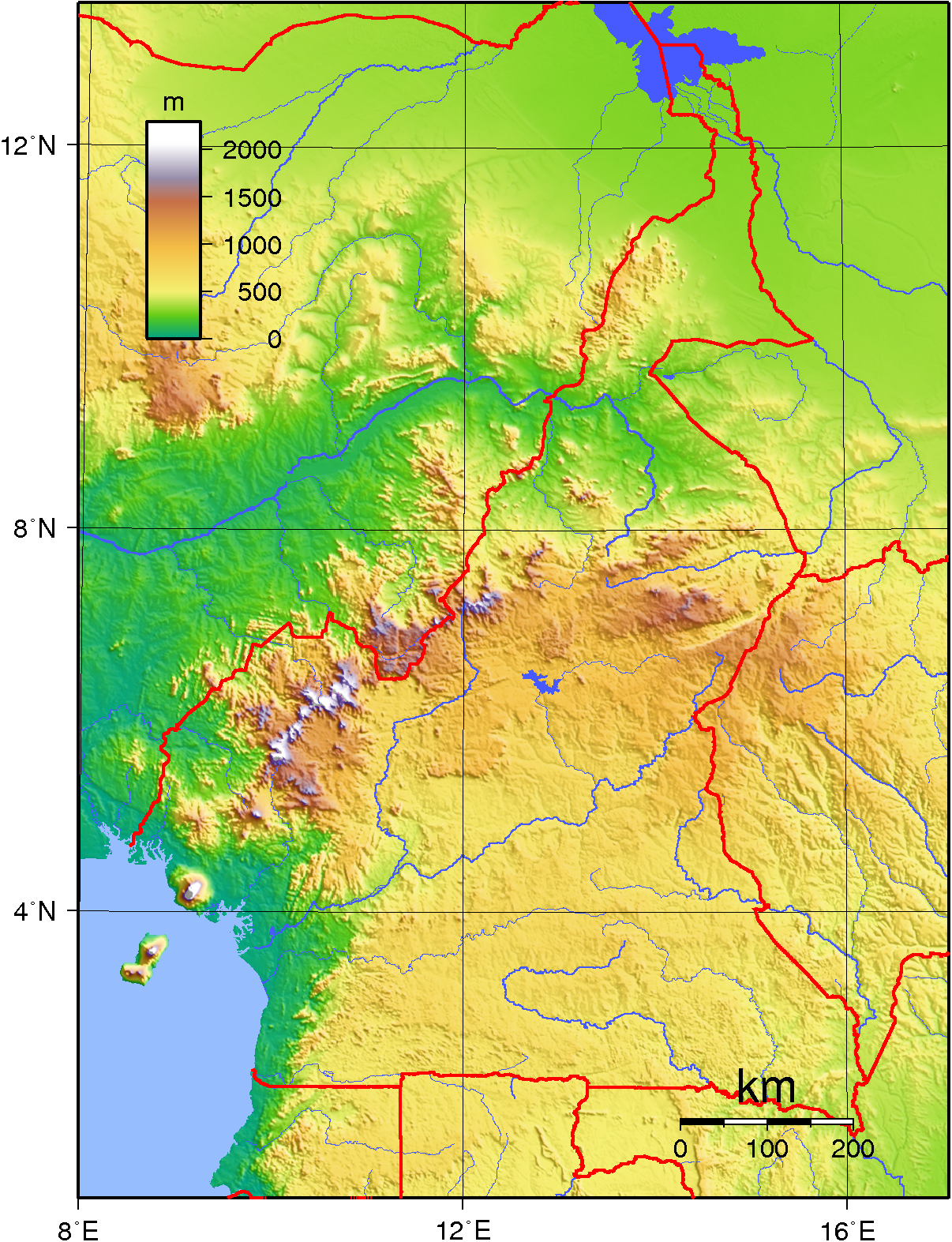
Topografia del territorio camerunese.

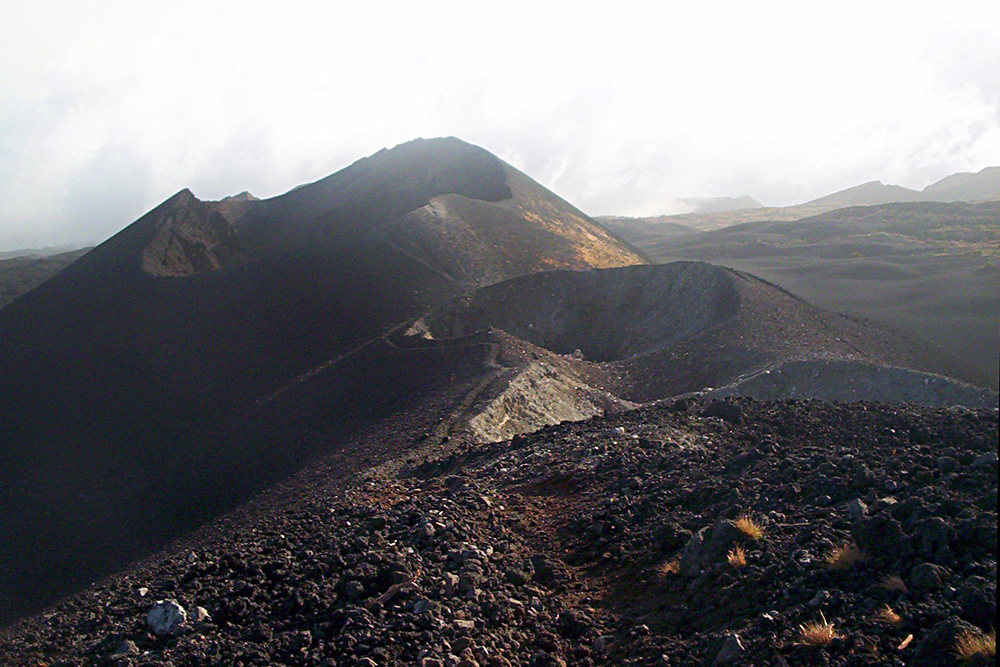
Crateri sulla sommità del monte Camerun.

Il territorio del Camerun si estende per la maggior parte nell'Africa centrale, penetrando con la sua sezione settentrionale nella regione dell'Africa saheliana.
Geologicamente, il territorio camerunese si estende per la quasi totalità sull'enorme scudo africano, caratterizzato dalla abbondante presenza di rocce intrusive molto antiche di età paleozoica dove si osservano estesi fenomeni di metamorfismo. Questo insieme andò incontro, a partire dall'era mesozoica, ad importanti processi tettonici che ne ringiovanirono la superficie provocando, lungo un'importante linea di frattura, la formazione del golfo di Guinea da un lato e degli altopiani del Camerun centrale e meridionale dall'altro.
Lungo questa importante linea di frattura si sollevarono i rilievi che ancora al giorno d'oggi movimentano la regione centrale del Camerun, e dove non mancano importanti fenomeni di vulcanismo; i maggiori sono quelli del vasto massiccio dell'Adamaoua, che culmina a oltre 2.600 metri di quota e si allunga per parecchie centinaia di chilometri interessando anche la Nigeria e la Repubblica Centrafricana, e del massiccio del monte Camerun, edificio vulcanico che si innalza isolato ad oltre 4.000 metri di quota presso la costa del golfo di Guinea, un tempo circondato dalle acque del mare ed oggi saldato alla terraferma in seguito alla deposizione di sedimenti alluvionali.
A sudest di questa linea di frattura si espande un vasto altopiano che occupa pressoché l'intera sezione centrale, meridionale ed orientale del Camerun; si tratta di un'area debolmente ondulata, molto stabile, con una quota media intorno ai 700-900 metri, che si prolunga indefinitamente verso sud nei territori del Gabon e della Repubblica del Congo.
A settentrione del massiccio dell'Adamaoua il territorio digrada verso il lago Ciad, importante bacino endoreico nella regione saheliana. Si tratta di una regione prevalentemente pianeggiante, con vaste aree paludose causate dalle difficoltà di drenaggio superficiale delle acque; gli unici rilievi che movimentano l'estremo nord del Camerun sono i monti Mandara, che sorgono a cavallo del confine nigeriano.
Più peculiare è la regione della pianura costiera camerunese che si affaccia sul golfo di Guinea; si tratta di una pianura alluvionale formata dagli apporti sedimentari dei fiumi, dove tuttavia si identificano segni di numerosi fasi di trasgressione marina, che hanno interessato tutta la zona fin dall'era cenozoica.

## Idrografia

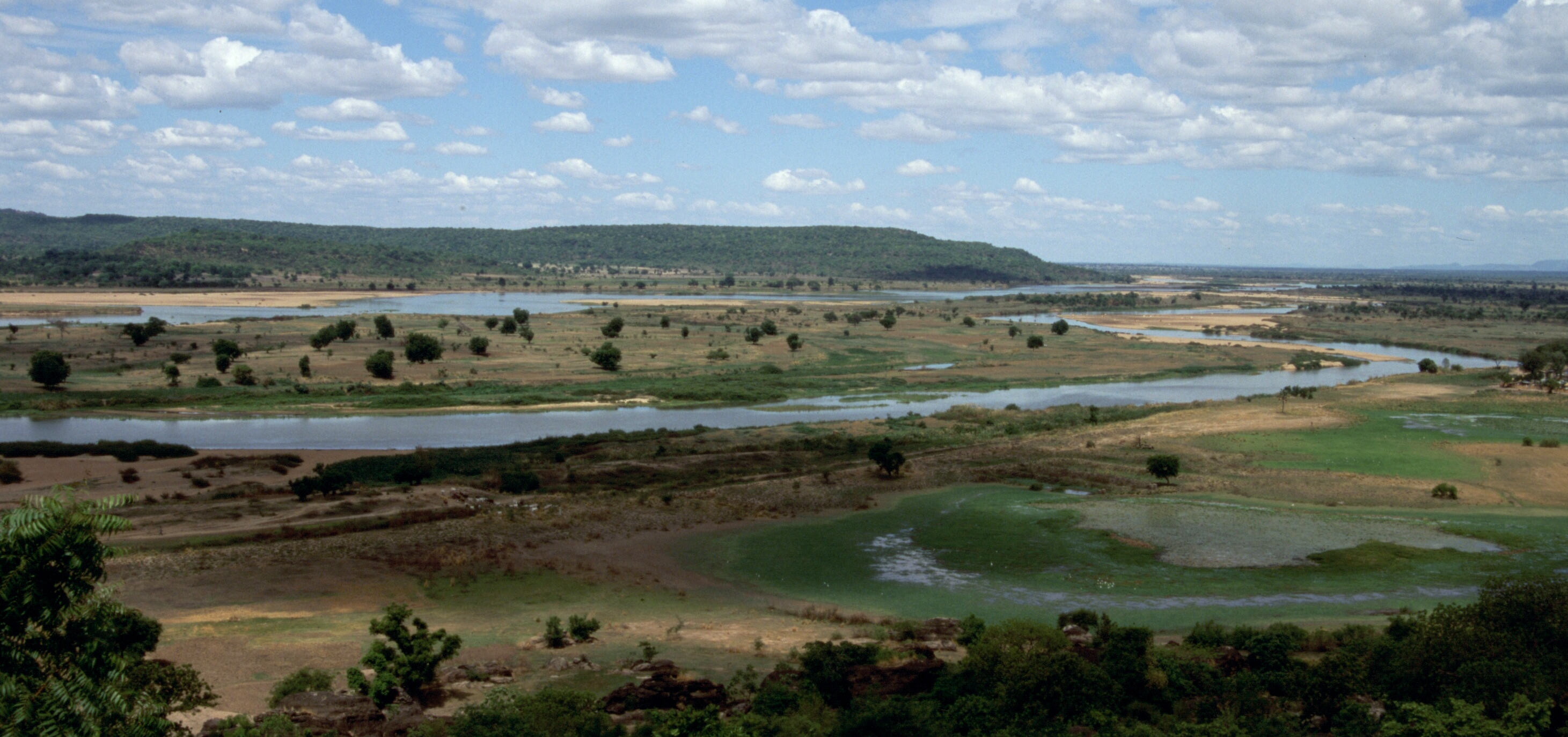
Il fiume Benue presso Yola.

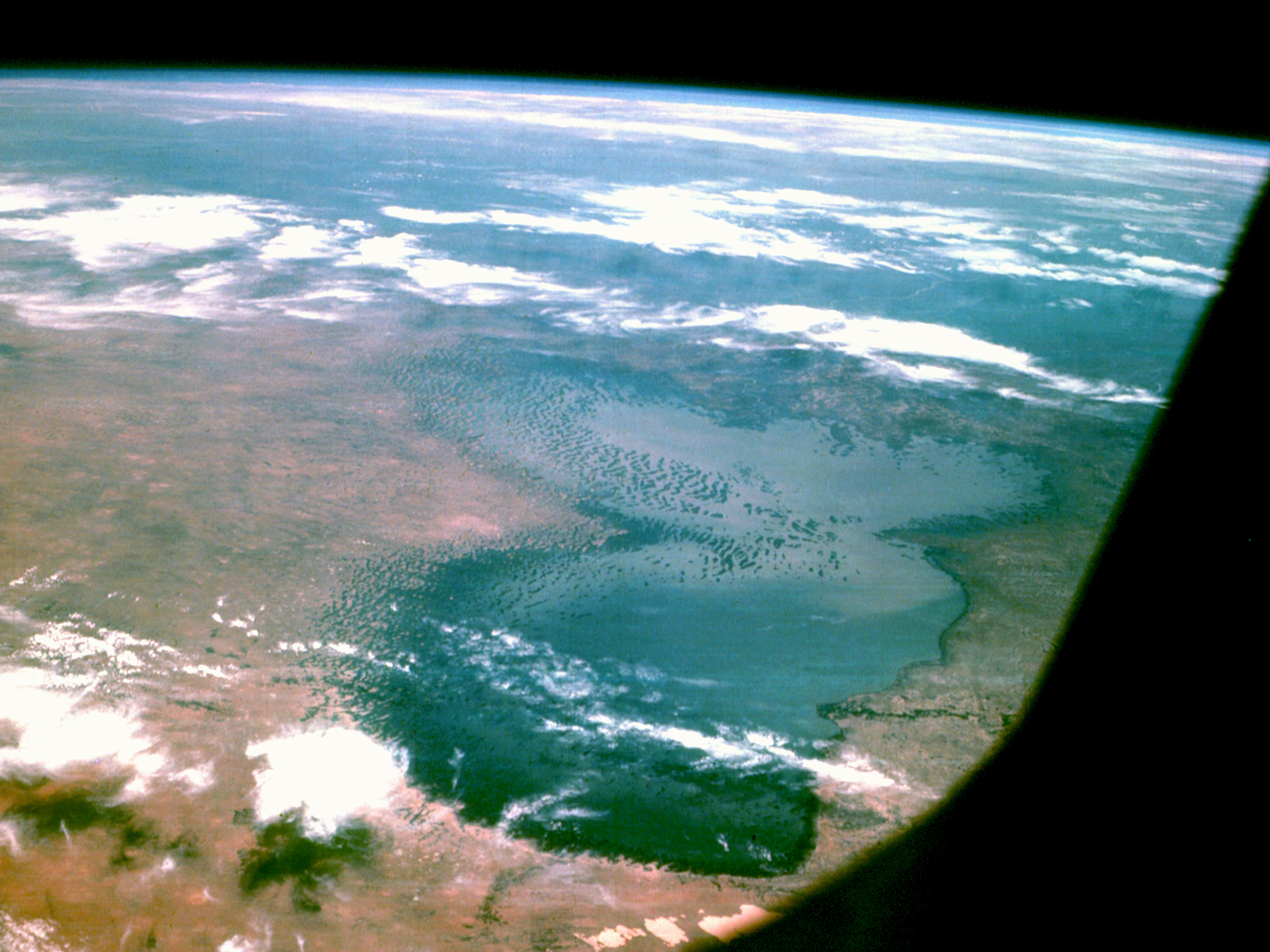
Fotografia satellitare del lago Ciad.

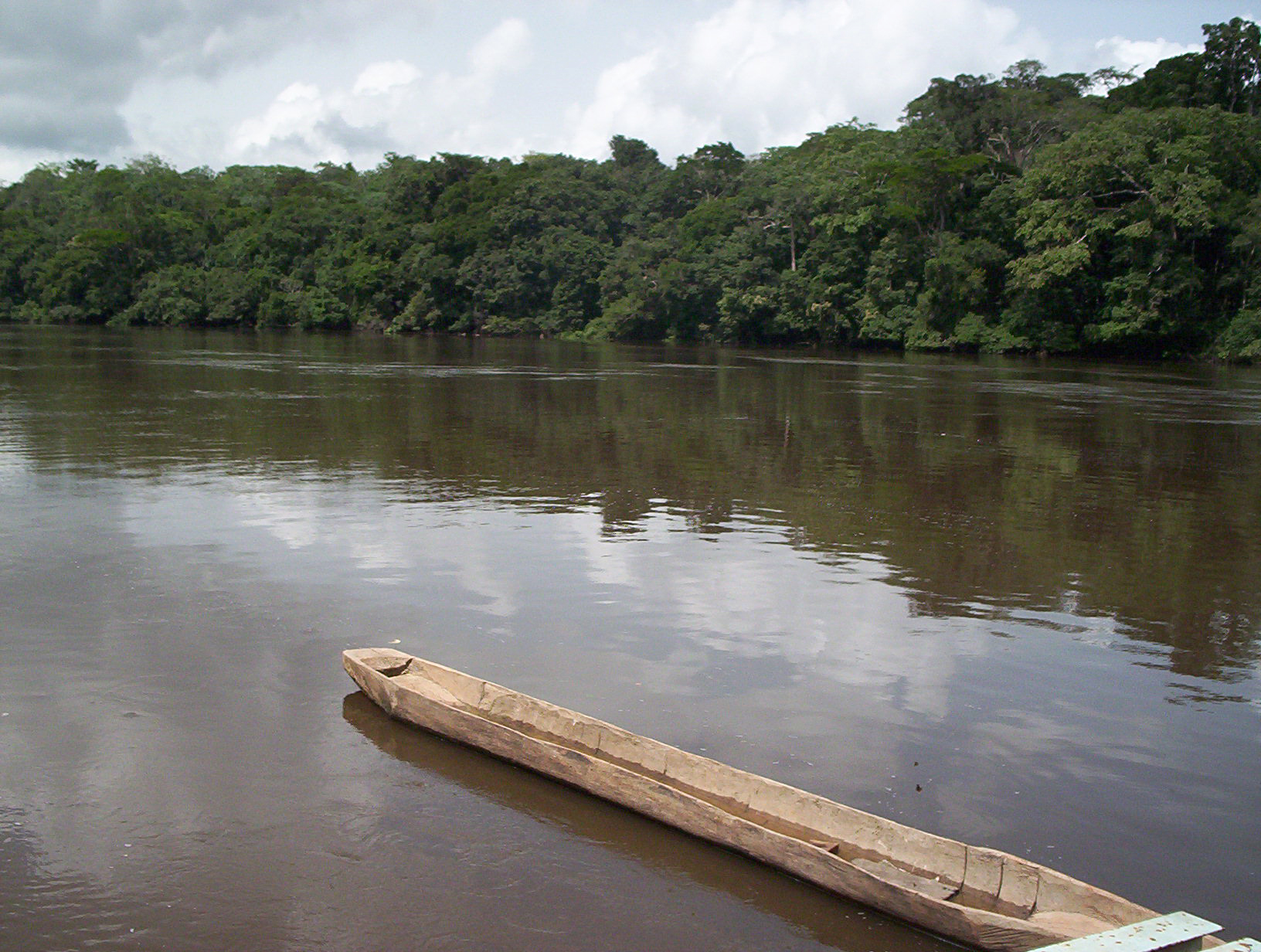
Il fiume Dja.

Dal punto di vista idrografico il territorio camerunese non è unitario, dal momento che appartiene a diversi bacini idrografici.
Il maggiore fiume interamente camerunese è il Sanaga, il cui bacino si estende per più di un quarto dell'intero territorio. Il fiume ha origine dal versante meridionale del massiccio dell'Adamaoua e drena con i suoi affluenti (fra i quali il maggiore è lo Mbam) una vasta porzione dell'altopiano centrale camerunese, sfociando infine nel golfo di Guinea. Altri fiumi tributari diretti del golfo di Guinea sono il Nyong, che scorre anch'esso con direzione prevalentemente occidentale con un corso in alcuni punti parallelo a quello del Sanaga, e lo Ntem, che nasce in Gabon e segna per un lungo tratto il confine fra quest'ultimo stato e il Camerun.
La sezione sudorientale del Camerun invia le sue acque al fiume Congo, tramite i fiumi Dja e Kadéï, tributari del Sangha.
A nord del massiccio dell'Adamaoua, il territorio camerunese appartiene a due diversi bacini imbriferi. L'estremo nord del Camerun è endoreico, tributando al lago Ciad tramite il fiume Logone, che nasce in Ciad e del quale appartiene al Camerun solo la sponda sinistra del suo tratto terminale; un tributario di rilievo del Logone è il Mbéré, che tributa da sinistra dopo aver segnato una parte del confine fra Ciad e Camerun.
Presso il confine con il Ciad ha origine un altro grande fiume della regione, il Benue, che scorre con direzione mediamente occidentale "tagliando" la regione del Nord entrando poi in territorio nigeriano fino a sfociare nel Niger nel suo basso corso. La linea spartiacque fra i bacini del Benue e del Logone, in alcuni casi, è molto labile vista la topografia piatta della pianura; questo fa sì che, in alcuni casi, il bacino del Benue "catturi" alcune aree precedentemente tributarie del Logone.
Non molto significativi nel panorama camerunese sono i laghi. Il maggiore è il grande lago Ciad, del quale appartengono al Camerun circa 1.500 km²; il lago è un vasto bacino endoreico, la cui alimentazione è esclusivamente pluviale e che, pertanto, riflette nelle ampie variazioni di superficie la distribuzioni irregolare delle precipitazioni nel suo bacino.

## Clima

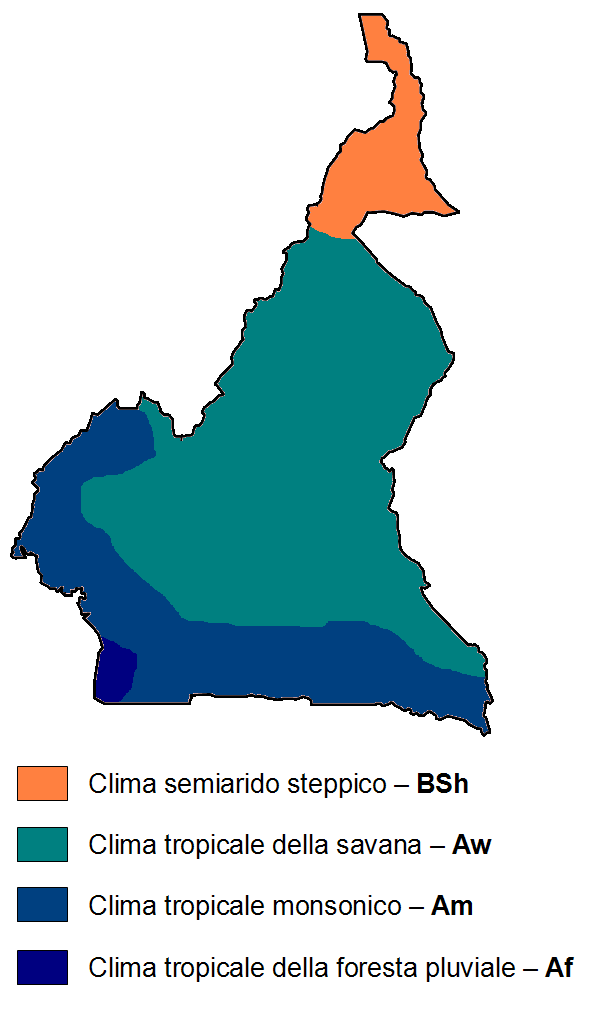
I climi del Camerun, secondo la classificazione dei climi di Köppen.

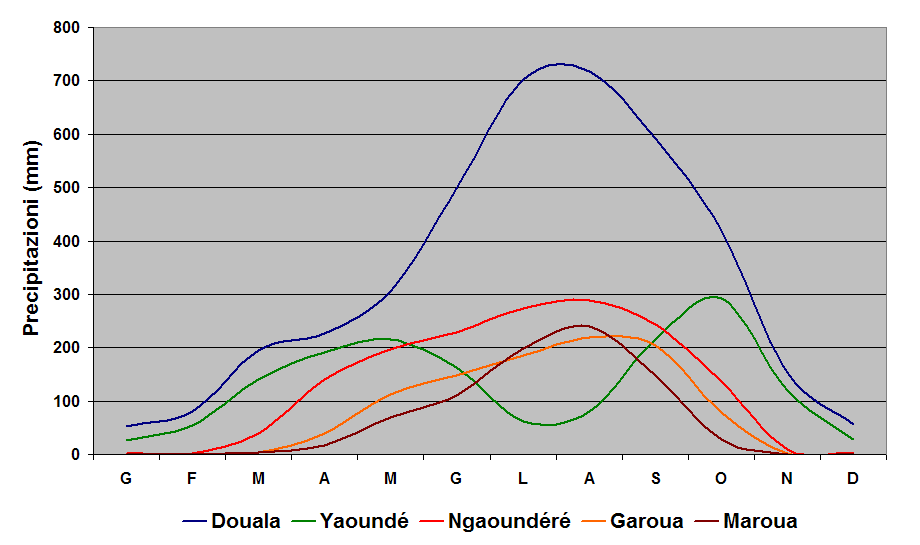
Pluviogramma comparato di cinque località del Camerun, rappresentative dei diversi tipi climatici del Paese.

Esteso per più di 1.000 chilometri in latitudine, il territorio camerunese è contraddistinto da una notevole varietà climatica e vegetazionale. Il meccanismo climatico generale del Camerun è quello tipico dell'Africa saheliana e guineana, caratterizzato dall'alternanza nel corso dell'anno tra un periodo asciutto dominato da masse d'aria continentali e uno umido causato dall'ingresso di masse d'aria di origine equatoriale marittima, in risposta agli spostamenti annuali della linea di convergenza intertropicale.
La fascia costiera e i versanti più esterni dell'altopiano si trovano nel dominio del clima equatoriale (Af o Am secondo Köppen), dove il meccanismo precipitativo sopra descritto si aggiunge all'effetto della latitudine equatoriale, risultando in un clima sempre umido, con solo un certo abbassamento delle precipitazioni nel periodo invernale. Le temperature sono uniformi ed elevate tutto l'anno (26 °C di media annuale a Douala, con escursioni annue minori di 3 °C); le precipitazioni sono portate in abbondanza dalle masse d'aria provenienti dal golfo di Guinea, che interessano la regione nel periodo fra aprile e ottobre. A Douala cadono mediamente 4.000 millimetri all'anno di pioggia, con medie di più di 700 millimetri nei mesi di luglio e agosto; sui versanti esterni del monte Camerun l'effetto orografico (sollevamento forzato delle masse d'aria umida) porta a precipitazioni fra le più elevate della Terra (la località di Debundscha registra medie annue superiori ai 10.000 millimetri).
La vasta regione degli altopiani a sud del massiccio dell'Adamaoua, ad una certa distanza dalla costa, mostra i lineamenti climatici caratteristici dell'Africa posta fra la regione guineana e sudanese (Am o Aw secondo Köppen), caratterizzata da un clima più o meno caldo a seconda dell'altitudine con precipitazioni distribuite in due stagioni piovose separate da una "grande stagione secca" da novembre a marzo e da una "piccola stagione secca" in luglio e agosto. I quantitativi sono nel complesso moderati: a Yaoundé cadono in un anno circa 1.600 mm, a Bertoua, più ad est, circa 1.550.
Man mano che si procede verso nord, avvicinandosi al massiccio dell'Adamaoua, tendono a scomparire le distinzioni fra piccole e grandi stagioni secche, e viene configurandosi il clima tipico dell'Africa sudanese a due stagioni, una umida e leggermente più fresca nei mesi estivi e una secca e molto calda (soprattutto verso la fine del periodo) in quelli invernali. Nel contempo, si osserva una costante diminuzione della quantità annua di precipitazioni da sud a nord, tanto che le zone più settentrionali del Camerun sono comprese nel dominio dei climi aridi di tipo steppico (BSh secondo Köppen). Maroua, capoluogo della regione dell'Estremo Nord, situata intorno agli 11°N, è interessata da questo tipo di clima; le temperature medie annue sono elevate (28 °C), e oscillano dai 24 °C di gennaio (mese di minore altezza del Sole sull'orizzonte), ai 32 °C di aprile (alla fine della stagione secca), ai 26 °C di luglio e agosto (culmine della stagione umida). Le precipitazioni sono intorno agli 800 millimetri annui, concentrate quasi per intero nel periodo maggio-ottobre.

## Ecosistemi

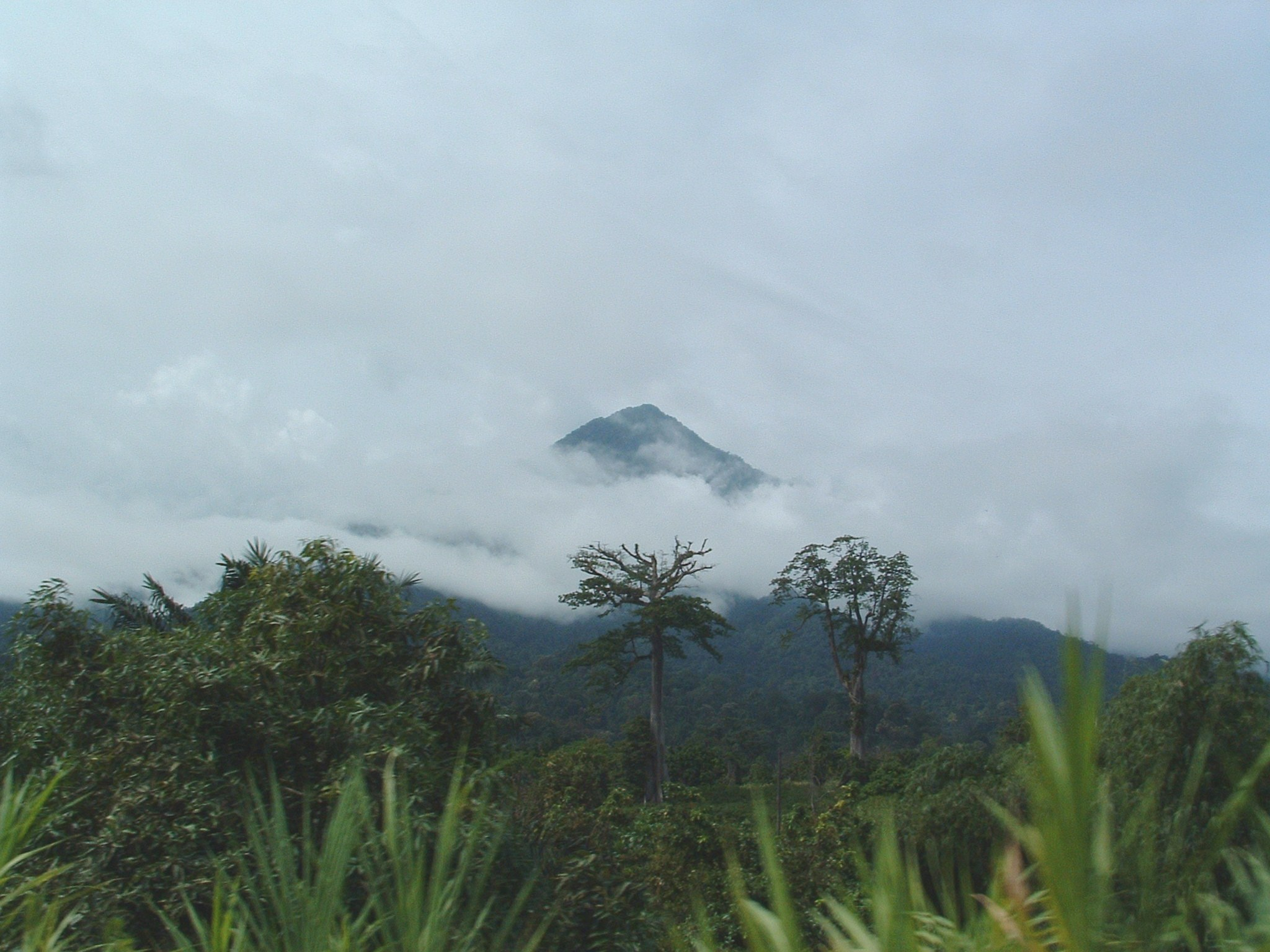
Foresta pluviale equatoriale sulle pendici del monte Camerun. I versanti di questo massiccio montuoso sono fra i luoghi più umidi del mondo, e sono coperti da una fitta foresta equatoriale fino a circa 2.000 metri di quota.

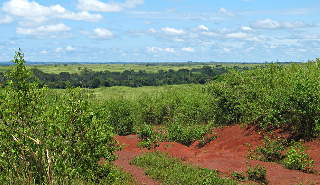
Savana su suolo ferruginoso arrossato nella zona orientale dell'altopiano (regione dell'Est).

Le forme vegetazionali nel territorio del Camerun si modificano in diretta dipendenza con la quantità e la distribuzione annua delle piogge.
La zona costiera, dal clima umido tutto l'anno, rientra nel dominio della foresta pluviale equatoriale, caratterizzata da un estremo rigoglio della vita vegetale e animale, caratterizzata dalla presenza di numerosi alberi ad alto fusto che si stagliano, con altezze di varie decine di metri, al di sopra degli intricati strati di vegetazione che si sviluppano alle altezze inferiori; questa zona ospita rilevanti popolazioni di babbuini, serpenti e uccelli. Lungo la costa e negli estuari dei fiumi questa formazione vegetale è spesso sostituita dalle foreste di mangrovie, caratteristiche di ambienti salmastri e anfibi. La regione della foresta equatoriale, contraddistinta da un ambiente molto caldo e umido, si associa generalmente alla presenza di suoli ferrallitici molto spessi, con prevalenza della componente minerale e complessivamente poveri.
Allontanandosi dalla costa, inoltrandosi sugli altopiani interni a sud del massiccio dell'Adamaoua, la diminuzione delle precipitazioni e la comparsa di stagioni secche provoca la sostituzione della foresta equatoriale con la savana arborata, caratterizzata da vegetazione prevalentemente erbacea ma con frequente presenza di alberi (con presenza di fasce della cosiddetta foresta a galleria lungo il corso dei fiumi, dove si ha maggiore disponibilità idrica). A nord dell'Adamaoua (che rappresenta un confine naturale molto importante) il clima diventa semiarido e il manto vegetale si degrada (anche se tale degradazione ha in alcune aree anche cause antropiche); gli alberi tendono a scomparire, lasciando il posto, nell'arida pianura settentrionale sulle rive del lago Ciad, a praterie secche con prevalenza di graminacee. Le zone di savana sono molto ricche di fauna selvatica, con numerose specie di animali di grossa taglia sia carnivori (leopardi, ghepardi, iene) che erbivori (giraffe, elefanti, ippopotami, facoceri). I suoli ferrallitici della foresta equatoriale vengono sostituiti da suoli ferruginosi, che spesso assumono una colorazione rosso acceso.
Gli ecosistemi del Camerun hanno subito in alcune zone alterazioni di origine antropica: le elevate densità di popolazione hanno provocato la degradazione degli originari manti vegetali, come è il caso della zona dell'Adamaoua dove la secolare pratica pastorale ha impoverito la savana arborata tipica della zona, trasformandola in una vasta distesa erbosa. La foresta equatoriale occupa ancora più del 50% del territorio, mentre i terreni acquisiti all'agricoltura (sia arativi che colture permanenti) costituiscono circa il 15% del territorio; la restante percentuale, circa il 35%, è occupata da distese erbose più o meno rigogliose spesso utilizzate per il pascolo.
Gli ambienti naturali originari sono protetti in alcuni parchi nazionali e riserve naturali:
- parco nazionale del Bénoué
- parco nazionale di Bouba-Ndjida
- parco nazionale di Boumba Bek
- parco nazionale di Campo-Ma'an
- parco nazionale del Faro

- parco nazionale di Waza
- parco nazionale di Kalamaloué
- parco nazionale di Lobéké
- parco nazionale del Mbam e Djerem
- parco nazionale di Nki

- parco nazionale di Korup
- riserva faunistica di Dja
- riserva faunistica di Douala-Edéa
- riserva forestale di Ejagham
- santuario faunistico di Banyang-Mbo

## Geografia antropica

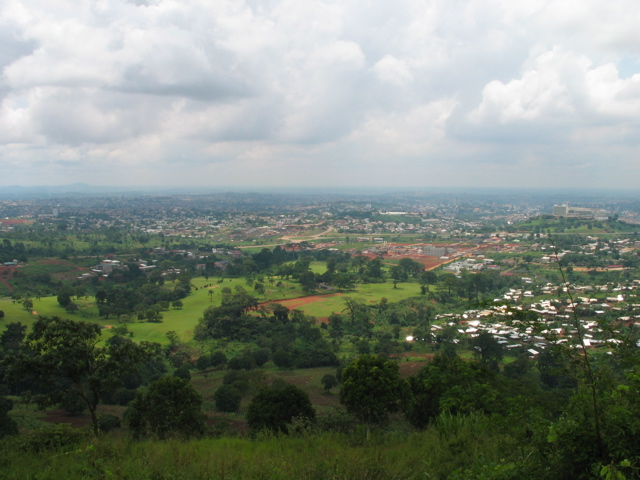
Panorama di Yaoundé.

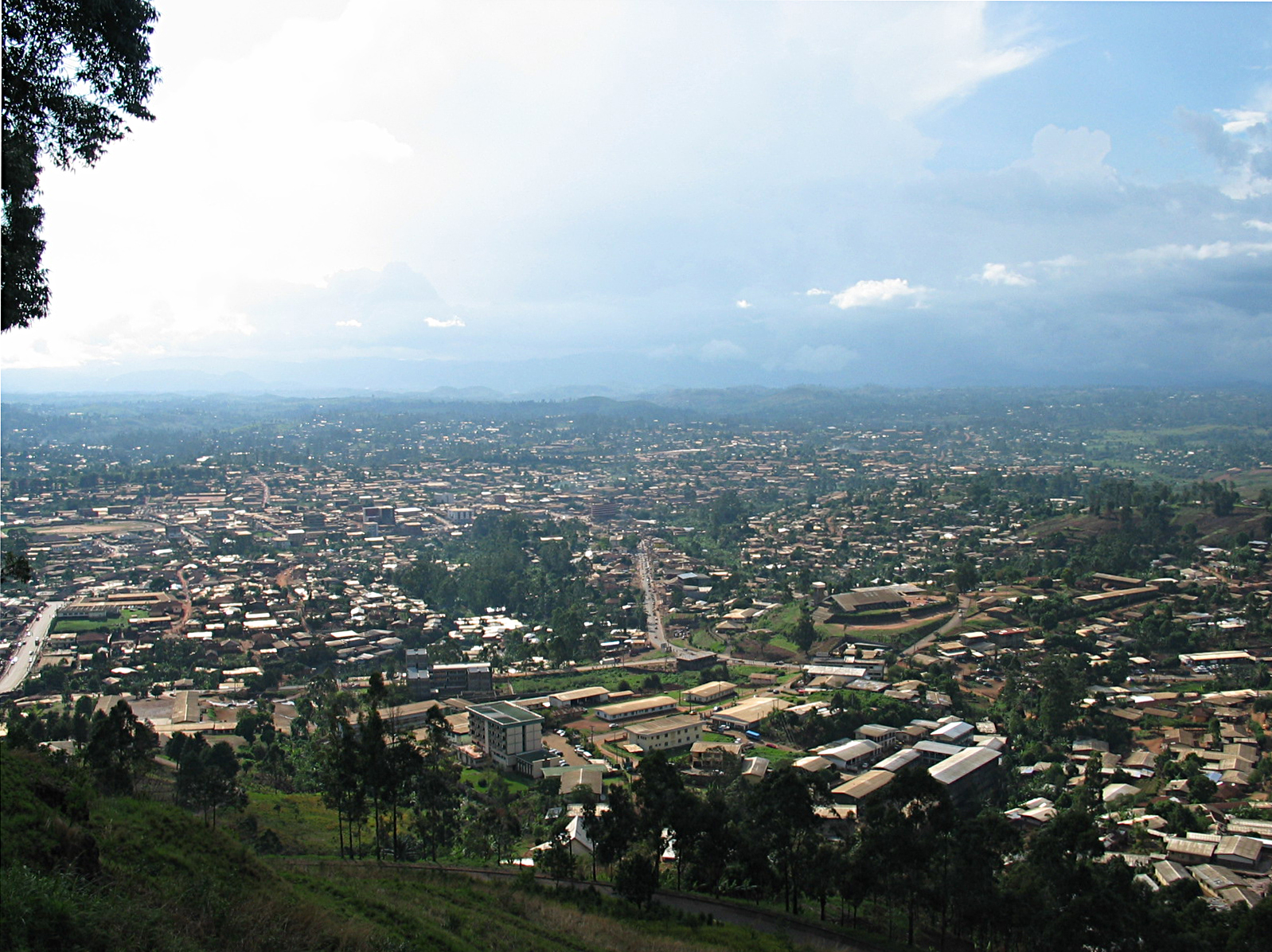
Panorama di Bamenda.

### Distribuzione della popolazione
La popolazione del Camerun ammonta, secondo una stima del luglio 2020, a circa 26,5 milioni di abitanti, per una densità di popolazione di circa 56 ab./km², che pone il Camerun poco al di sopra della densità media complessiva della popolazione africana.
Questo valore nasconde però variazioni anche sensibili fra una zona e l'altra del paese. Le regioni più popolate sono quelle dell'ovest, dal clima più favorevole, lungo il confine con la Nigeria, dove le densità salgono oltre i 100 ab./km² (nonostante l'assenza di rilevanti città) e nella zona del litorale intorno a Douala, il maggior polo urbano del paese. Un'altra area di elevata densità di popolazione è la regione dell'Estremo Nord, zona di attività agricola discretamente redditizia (soprattutto cotone e arachidi).
Al contrario, valori molto bassi di densità di popolazione si ritrovano nelle regioni meridionali e orientali, prevalentemente forestali o savaniche, nelle quali la densità scende al di sotto dei 10 ab./km² (fa eccezione solo la zona centrale intorno alla capitale Yaoundé) e non sorgono centri urbani di qualche rilievo. In queste zone vivono ancora alcuni gruppi di pigmei che praticano attività di caccia e raccolta nella foresta e agricoltura di sussistenza.

### Urbanismo
La popolazione urbana del Camerun, rimasta sempre minoritaria, ha superato quella classificata come rurale raggiungendo il 58% nel 2010.
I due maggiori poli urbani del paese sono Douala (2,1 milioni di abitanti) e Yaoundé (1,8 mil.), uniche due città con popolazione superiore al milione di abitanti e la cui influenza si estende su scala nazionale; fondate entrambe per scopi coloniali durante il XIX secolo, si sono poi sviluppate come centri prevalentemente commerciali nei decenni successivi staccandosi nettamente dagli altri centri urbani nel panorama nazionale.
Gli altri centri urbani sono di minori dimensioni e di importanza economica e commerciale prevalentemente locale. Nelle regioni settentrionali del paese spiccano le città di Garoua (574.000 ab.), e Maroua (437.000 ab.), capoluoghi rispettivamente della regione del Nord e della regione dell'Estremo Nord, mentre nella regione dell'Adamaoua assume particolare rilevanza il capoluogo Ngaoundéré (314.000 ab.). Le maggiori città della zona occidentale del paese sono Bafoussam (capoluogo della regione dell'Ovest - 383.000 ab.) e Bamenda, nella regione del Nordovest (546.000 ab.). Le regioni meridionali e orientali sono le meno popolate del paese e mancano quasi del tutto centri urbani di rilievo; i maggiori sono Bertoua, capoluogo della regione dell'Est (297.000 ab.), Ebolowa, capoluogo della regione del Sud (130.000 ab.), e Édéa (210.000 ab.), centro industriale non lontano da Douala.